# 樹魔・伝説
『樹魔・伝説』（じゅま・でんせつ）は、水樹和佳（現：水樹和佳子）による日本のSF漫画。『樹魔』とその続編『伝説―未来形―』からなり、併せて単行本化した際にこの題名が付けられた。

## 概要
『樹魔』は『ぶ〜け』1979年12月号に掲載された。続編『伝説―未来形―』は『ぶ〜け』1980年5月号と6月号に掲載された。
『伝説』はぶ〜けコミックスでは初出時から20ページ加筆されている。
1981年度、第12回星雲賞コミック部門を受賞している。

## ストーリー

### 樹魔
西暦2500年のイルゼ流星群による大災害から5年後。南極に飛ばした探査機が森林規模の植物群を発見する。
研究都市は、森林が拡大して南極の氷が溶け海面が上昇することを懸念し、植物群の謎を解明するため、瞑想によって直観を導き出すスペシャリストである若き科学者イオ・フレミング博士を南極に派遣する。
南極の森の中で、イオは少女ディエンヌを発見する。彼女は南極基地の生き残りで、植物群は彼女を保護していた。
イオはディエンヌの救出と、彼女がジュマと名付けた意志をもつ植物群の壊滅を試みるのだが……。

### 伝説
『樹魔』から1ヶ月後。
地球文明は3世紀前の大科学者ツァラ・ラダが創立した研究都市によって飛躍的に発展し続けていたが、宇宙開発だけには顕著な遅れがあり、月以遠への人類の進出は果たせていなかった。飽和状態に達した社会で、“宇宙（ソト）へ”出たがる宇宙熱は日増しに激しくなっていた。
南極から研究都市に戻ったジロウ・サヤマは、市長のアヌ・シャガールから、宇宙開発の遅れの原因が人類の精神の限界にあることを知る。その夜ジロウは、夢の中で「ツァラ・ラダを殺せ」という声を聞く。それはラヤーナ・ミゼーラという人物との精神感応（テレパシー）で、ディエンヌも同じ声を聞いていた。
ラヤーナ・ミゼーラを探しに向かったヒマラヤで、2人は彼と出会う。ジロウは、ラダが抹殺した古書の記録やラヤーナ・ミゼーラとの対話から、ラダの意図に疑いを抱く。
そんな折、ラダが研究都市の冷凍睡眠槽で今も生きていることがニュースで流れる。市民の熱狂に押されたシャガール市長は、ラダが人類を宇宙に導いてくれることを信じて、彼を目覚めさせることを決定するが……。

## 登場人物
イオ・フレミング（樹魔）
『樹魔』の主人公。生態学の専門家にして、瞑想によって直観を得るスペシャリスト。
彼の体は研究都市の極秘実験で作り出されたものである。
ジロウ・サヤマ
『伝説』の主人公。『樹魔』では研究都市で起きた爆発事故で死亡したことになっていた。
ディエンヌ
南極の森の中で発見された17歳の少女。父親は南極のアルベラ基地の科学者だった。イルゼ流星群からの避難中に飛行機が墜落し、父親を含む彼女以外の乗員は全員死亡した。
彼女がジュマと呼ぶ、意思をもった植物群に保護されて5年間生き延びる。
イチロウ・サヤマ
南極基地の特衛隊隊員。ジロウ・サヤマの兄。ネフェルとの結婚を望んでいるが、断られている。
ネフェル・T・T
南極基地のパイロット。夫は宇宙飛行士だったが、任務中に行方不明になり7年経つ。夫を忘れられないが、内心ではイチロウを愛している。
アヌ・シャガール（伝説）
研究都市の30歳をこえたばかりの青年市長。瞑想理論を打ち立てた張本人で、ジロウ・サヤマの友人。
ツァラ・ラダ（伝説）
22世紀初頭に現れた大科学者で、研究都市の創設者。肉体から離れた精神の存在といった、非科学的なものを否定した。
人類存亡の危機に備えて、研究都市の地下で冷凍睡眠していたことは、長らく秘密にされていた。
ラヤーナ・ミゼーラ（伝説）
反ラダ派の危険人物と目されている。ラダが否定した超心理学、神秘思想、宗教などを研究している。
30年前ヒマラヤに入山したのち、消息不明となっていた。

## 刊行歴
- ぶ〜けコミックス 全1巻 集英社 1980年12月発行
- 創美社コミックス 全1巻 創美社 1996年12月発行 ISBN 4420220252
- ハヤカワ文庫JA 全1巻 早川書房 2001年1月発行 ISBN 4150306567